# Tabas
Pour les articles homonymes, voir TABAS.
Tabas (en persan : طبس) ou Tabas-e Golshan (signifiant ville aux fleurs dans le désert) est une grande oasis et ville située dans le désert dans la province du Khorassan méridional. Sa population était estimée à plus de 60 000 habitants en 2008.

## Historique
Tabas a été très durement touchée par un tremblement de terre très destructeur le 16 septembre 1978 qui causa plus de 25 000 morts dans la région dont 15 000 en ville. Le tremblement de terre a été mesuré entre 7,5 et 7,9 sur l'échelle de Richter.
C'est dans le désert à côté de cette ville que se sont écrasés les hélicoptères américains lors de l'opération de secours des otages américains appelée opération Eagle Claw en avril 1980.
Une mine de charbon y est en activité en 2024. Un accident le 21 septembre 2024 y fait plus de 50 tués .